# Jezero Sobote
Jezero Sobote (nem. Stausee Soboth) je akumulacijsko jezero v Avstriji. Nastalo je leta 1990, ko je bil zgrajen jez na potoku (Mučka/Mutska Bistrica (nem. Feistritz) za napajanje hidroelektrarne Golica. Jezero je locirano v pogorju Golice (nem. Koralpe), blizu vasi Sobota (nem. Soboth), poleg ceste med Labotom in Gradcem, pod Soboškim prelazom (Koglereck) nedaleč od avstrijsko-slovenske državne meje. Jezero leži na 1080 m nadmorske višine. Porečje jezera obsega 29.7 km². Jezero je približno 2 km dolgo in do 500 m široko, ima površino 0.8 km2 in je do 80 m globoko. Poleti je jezero priljubljeno za kopalce zaradi čiste vode, hladnejšega podnebja, povezanega z visoko lego ter naravne okolice s smrekovimi gozdovi.

## Hidroelektrarna Golica
Hidroelektrarna Golica je bila zgrajena med 1987 in 1991. Med 2009 in 2011 je bila razširjena v črpalno hidroelektrarno. Elektrarna moči 50 MW je locirana na bregu reke Drave pod mestom Labot (nemško Lavamünd) na nadmorski višini 339 m. Voda je iz akumulacijskega jezera speljana do elektrarne po 5 km dolgi visokotlačni cevi. Višinska razlika cevovoda je 735 m.